# Área de conservación privada Los Bosques de Dotor, Hualtacal, Pueblo Libre, La Jardina y Chorro Blanco
El Área de conservación privada Los Bosques de Dotor, Hualtacal, Pueblo Libre, La Jardina y Chorro Blanco es un área protegida ubicada en las provincias de Morropón y Huancabamba, ambas del departamento de Piura en el Perú. Fue creada el 6 de abril de 2016 mediante Resolución Ministerial N.º 084-2016-MINAM. Tiene una superficie de 9 944,73 hectáreas, la cual comprende los distritos de San Juan de Bigote, Salitral y Canchaque.